# العلاقات البوتانية البوروندية
العلاقات البوتانية البوروندية هي العلاقات الثنائية التي تجمع بين بوتان وبوروندي.

## مقارنة بين البلدين
هذه مقارنة عامة ومرجعية للدولتين:
| وجه المقارنة                                              | بوتان          | بوروندي                                    |
| --------------------------------------------------------- | -------------- | ------------------------------------------ |
| المساحة (كم2)                                             | 38.39 ألف      | 27.83 ألف                                  |
| عدد السكان (نسمة)                                         | 807.61 ألف     | 10.86 مليون                                |
| الكثافة السكانية (ن./كم²)                                 | 21.04          | 390.23                                     |
| العاصمة                                                   | تيمفو          | بوجومبورا، جيتيغا                          |
| اللغة الرسمية                                             | لغة دزونكا     | اللغة الكيروندية، لغة فرنسية، لغة إنجليزية |
| العملة                                                    | نغولترم بوتاني | فرنك بوروندي                               |
| الناتج المحلي الإجمالي (بليون دولار)                      | 2.51 مليار     | 3.48 مليار                                 |
| الناتج المحلي الإجمالي (تعادل القوة الشرائية) بليون دولار | 6.49 مليار     | 8.13 مليار                                 |
| الناتج المحلي الإجمالي الاسمي للفرد دولار أمريكي          | 2.66 ألف       | 277                                        |
| الناتج المحلي الإجمالي للفرد دولار أمريكي                 | 7.82 ألف       | 77                                         |
| مؤشر التنمية البشرية                                      | 0.605          | 0.400                                      |
| رمز المكالمات الدولي                                      | +975           | +257                                       |
| رمز الإنترنت                                              | .bt            | .bi                                        |
| المنطقة الزمنية                                           | ت ع م+06:00    | ت ع م+02:00                                |

## منظمات دولية مشتركة
يشترك البلدان في عضوية مجموعة من المنظمات الدولية، منها:
| علم المنظمة | اسم المنظمة                        | تاريخ انضمام بوتان | تاريخ انضمام بوروندي |
| ----------- | ---------------------------------- | ------------------ | -------------------- |
|             | مؤسسة التنمية الدولية              | 28 سبتمبر 1981     | 28 سبتمبر 1963       |
|             | يونسكو                             | 13 أبريل 1982      | 16 نوفمبر 1962       |
|             | وكالة ضمان الاستثمار متعدد الأطراف | 21 أكتوبر 2014     | 10 مارس 1998         |
|             | الأمم المتحدة                      | 21 سبتمبر 1971     | 18 سبتمبر 1962       |
|             | الاتحاد البريدي العالمي            | ?                  | ?                    |
|             | البنك الدولي للإنشاء والتعمير      | 28 سبتمبر 1981     | 28 سبتمبر 1963       |
|             | الاتحاد الدولي للاتصالات           | 15 سبتمبر 1988     | 16 فبراير 1963       |
|             | منظمة حظر الأسلحة الكيميائية       | ?                  | ?                    |
|             | مؤسسة التمويل الدولية              | 1 ديسمبر 2003      | 28 نوفمبر 1979       |
|             | منظمة الشرطة الجنائية الدولية      | ?                  | ?                    |

## وصلات خارجية
- موقع وزارة الخارجية البوتانية